# Heinrich Oppermann (Chemiker)
Heinrich Oppermann (* 25. November 1934 in Segsching, Ungarn; † 12. Januar 2023 in Dresden) war ein deutscher Chemiker und Hochschullehrer für Anorganische Chemie. Er beschäftigte sich mit der Kristallzüchtung von anorganischen Materialien über Gasphasentransporte und hat insbesondere das Verständnis zu den Eigenschaften und Kristallisationsbedingungen von Metalloxiden geprägt. Nach seiner Emeritierung betätigte er sich auch als Schriftsteller.

## Biografie
Heinrich Oppermann wurde  1934 in Kaposszekcsö (Sektschi) im Verwaltungsbezirk Baranya (deutsch Branau) von Ungarn geboren, mit 14 Jahren erfolgte die Umsiedlung in die Ostzone Deutschlands.
Er besuchte die Grundschule in Bautzen  und machte dort von 1949 bis 1952 eine Molkereilehre. 1955 erlangte er die Hochschulreife an der ABF in Leipzig (1952–1955).
Es folgte ein Studium der Chemie an der TH-Dresden welches er 1965 mit der Promotion abschloss. Er war von 1960 bis 1984 wissenschaftlicher Mitarbeiter am Zentralinstitut für Festkörperphysik und Werkstoffforschung Dresden der ADW der DDR, danach Professor und Direktor für Anorganische Chemie an der TU Dresden bis zu seiner Emeritierung im Jahr 2000. Über 270 wissenschaftliche Publikationen, zahlreiche Patente und eine große Zahl von Diplomanden, Doktoranden, Professoren sind mit seinem wissenschaftlichen Leben und Werk am Zentralinstitut für Festkörperphysik und Werkstofforschung der Akademie der Wissenschaften der DDR (das heutige Leibniz-Institut) verbunden.
Aufsehen erregte Oppermann mit einem Weltraumexperiment zum Kristallwachstum unter den Bedingungen der Schwerelosigkeit, welches 1978 während des Weltraumflugs von Sigmund Jähn, dem ersten Deutschen im All, in der Station Saljut 6 durchgeführt wurde.
Er schrieb auch Geschichten, Erzählungen und Gedichte, wovon einige in der Neuen Zeitung (dem Ungarndeutschen Wochenblatt in Budapest) und Unsere Post (Schwabenverlag Ostfildern, der Heimatzeitung der Deutschen aus Ungarn), erschienen sind.
Er war ein langjähriges GDCh-Mitglied und ehemaliger Vorsitzender des GdCh-Ortsverbands Dresden.
Heinrich Oppermann starb im Alter von 88 Jahren an seinem langjährigen Wohnort in Dresden. Er war verheiratet, hatte vier Kinder und acht Enkel.

## Auszeichnungen
- Friedrich-Wöhler-Preis, 1979
- Ehrendoktorwürde der Sibirischen Abteilung der Russischen Akademie der Wissenschaften (Novosibirsk), 1998
- Ehrenbürger der Stadt Sektschi, 2018[6]